# Гутыревка (Полтавская область)
Гутыревка (укр. Гутирівка) — село,
Кировский сельский совет,
Полтавский район,
Полтавская область,
Украина.
Код КОАТУУ — 5324081404. Население по переписи 2001 года составляло 107 человек.

## Географическое положение
Село Гутыревка примыкает к селу Уманцевка, на расстоянии в 1 км от сёл Вытевка и Пальчиковка.
Рядом проходят автомобильная дорога М-03 и 
железная дорога, станция Уманцевка.